# Peter Ofori-Quaye
Peter Ofori-Quaye (Accra, 21 marzo 1980) è un ex calciatore ghanese, di ruolo attaccante.

## Carriera

### Club
Ofori-Quaye ha trascorso la maggior parte della propria carriera nel campionato greco, segnando complessivamente 33 gol: 8 con il Kalamata (1995-1997), 24 con l'Olympiakos (1997-2003) e 1 con l'OFI Creta (2005-2007). Nella stagione 2004-2005 ha militato anche in patria, nel Liberty Professionals. Nel luglio del 2007 ha firmato per gli israeliani dell'Ironi Kiryat Shmona, squadra neopromossa nella Ligat ha'Al. Dopo una sola stagione, nell'estate del 2008 si è trasferito ai ciprioti dell'AEL Limassol.
Per 22 anni ha detenuto il primato di più giovane giocatore a segnare un gol in Champions League, avendo realizzato, il 1º ottobre 1997 in Rosenborg-Olympiacos (5-1), l'unica rete dei greci all'età di 17 anni e 195 giorni. Il record è stato battuto da Ansu Fati del Barcellona il 10 dicembre 2019.

### Nazionale
Ofori-Quaye ha preso parte con la nazionale ghanese Under-20 al campionato del mondo di categoria del 1997, dove ha disputato 7 partite e segnato 2 reti, tra cui quella contro i giapponesi nei supplementari che ha qualificato il Ghana alle semifinali (il Ghana arrivò poi al 4º posto), e del 1999, dove ha giocato 4 partite e segnato 4 reti (secondo miglior marcatore del torneo; il Ghana fu eliminato ai quarti di finale).
Ha fatto parte della nazionale maggiore ghanese che ha disputato la Coppa d'Africa 2000, dove il Ghana fu eliminato ai quarti di finale dal Sudafrica.

## Palmarès

### Club

#### Competizioni nazionali
- Campionato greco: 6

Olympiakos: 1997-1998, 1998-1999, 1999-2000, 2000-2001, 2001-2002, 2002-2003
- Coppa di Grecia: 1

Olympiakos: 1998-1999